# بزمجه مولگا کوتوله
 بزمجه مولگا کوتوله(نام علمی: Varanus gilleni) نام یک گونه از سرده بزمجه است.